# あした (倍賞千恵子の曲)
「あした」は、1992年2月〜3月に、NHKの音楽番組『みんなのうた』で放送された楽曲。作詞：麻生香太郎、作曲・編曲：小六禮次郎、歌：倍賞千恵子。

## 概要
明日花嫁になる娘が前日の夜、隣の部屋で式の準備をする母親の様子を見て布団の中で泣きながら感謝を込めるという内容。放送では2番の後のCパートが省略された。
映像は吉良敬三が制作したアニメーションで、娘視点で母親との思い出が描かれている。
倍賞千恵子が『みんなのうた』で歌うのは1973年8月放送の「港まち、だから…」以来21年ぶり。作曲・編曲の小六禮次郎は倍賞の夫である。作詞の麻生香太郎は本曲が唯一の出演となった。

## 収録作品
- GOLDEN☆BEST 倍賞千恵子 まるで映画のひとこまのように…
- NHK みんなのうた さとうきび畑
- NHKみんなのうた 55 アニバーサリー・ベスト 〜チョコと私〜